# Cottus paulus
Cottus paulus és una espècie de peix pertanyent a la família dels còtids.

## Descripció
- Fa 4,5 cm de llargària màxima (normalment, en fa 3).[4][5][6]

## Hàbitat
És un peix d'aigua dolça, demersal i de clima temperat (34°N-33°N).

## Distribució geogràfica
Es troba a Nord-amèrica: conca del riu Coosa (Alabama, els Estats Units).

## Longevitat
La seua esperança de vida és de 2 anys.

## Observacions
És inofensiu per als humans.